# Kujeva bosnyák királyné
Kujeva (1385 körül – 1434. december 15. után), névváltozatai: (Radinović) Kujava, Kujača, bosnyákul: Kujeva/Kujava/Kujača Radinović, kraljica Bosne, horvátul: Kujeva/Kujava/Kujača Radinović, kraljica u Bosni, szerbül: Кујева/Кујава Радиновић, краљица Босне, latinul: Kujeva/Kujava, regina Bosniae, bosnyák királyné. II. Tvrtko bosnyák király sógornője.

## Élete
Radin Jablanić bosnyák úrnak ismeretlen nevű és származású házastársától született lányaa.
A boszniai trónöröklés szerint nem elsőszülöttségi rendben örökölték a Kotromanić-ház tagjai a trónt, így I. Tvrtko feltehetőleg még kiskorú gyermekeit megelőzve az elhunyt király közeli rokonát, Dabiša Istvánt választották királlyá 1391-ben. Dabiša halála után 1395-ben már annak kiskorú fiát is mellőzték, és özvegyét, Gruba Ilona királynét ültették Bosznia trónjára, akit azonban 1398 februárjában elmozdítottak onnan, és I. Tvrtko házasságon kívüli fiát, Ostoja Istvánt választották helyette. Ostoja féltestvére, Tvrtko herceg, aki feltehetőleg I. Tvrtko törvényes fia volt, és a feleségétől, Sisman Dorottya királynétól született, trónharcok árán végül 1404-ben nyerte el az ország kormányzását II. Tvrtko néven, mikor testvérét egy összeesküvés megbuktatta, és Ostoja Zsigmond magyar királyhoz menekült. Maróti János macsói bánt küldte Zsigmond Ostoja megsegítésére, aki elfoglalta Szreberniket és Ostoja székhelyét, Bobovácot (történelmi magyar nevén: Babolc), ahova magyar őrséget helyezett, de II. Tvrtkót nem sikerült ekkor még elmozdítani a trónról. Zsigmond király végül 1408-ban vezetett nagy szabású hadjáratot Boszniába, melynek eredményeként II. Tvrtko királyt Dobor váránál fogságba ejtette, aki meghódolt előtte, és elismerte a magyar király fennhatóságát. Zsigmond ekkor magával vitte a legyőzött II. Tvrtkót Budára. Az 1408-as Bosznia fölötti győzelem alkalmából alapította meg Zsigmond és Cillei Borbála királyné a Sárkányrendet. 1409 októberében a Magyarországon „vendégeskedő” II. Tvrtkót a magyarellenes párt Hranić Sandalj vajda vezetésével hivatalosan is elmozdította a trónjáról, és ismét Tvrtko féltestvérét, Ostoját kiáltották ki királlyá. Ostoja a haláláig, 1418 szeptemberéig Bosznia királya maradt, bár 1415-ben Zsigmond újra Boszniába küldte a trónfosztott II. Tvrtkót, hogy ismét elfoglalja a trónt. Ostoját a törvényes fia, Ostojić István követte a trónon, akit II. Tvrtkónak sikerült 1421-ben letaszítani a trónról.

## Gyermeke
- Férjétől,  Ostoja István (1378 körül–1418) bosnyák királytól, 1 fiú:
  - István (1400–1422), Ostojić István néven bosnyák király, nem nősült meg, gyermekei nem születtek